# 앤서니 아난
앤서니 아난(Anthony Annan, 1986년 7월 21일, 아크라 ~ )은 가나의 축구 선수로, 핀란드의 인테르 투르쿠에서 미드필더로 뛰고 있다.

## 선수 경력

### 클럽
가나의 아크라에서 태어나, 슈퍼 레인보우 스타즈, 베너머스 바이퍼스, SC 애들레이드, 세콘디 와이즈 파이터스에서 유스 선수 생활을 하고, 2003년 세콘디 하사카스 FC에서 프로 선수 생활을 시작하였다. 2005년 아크라 하츠 오브 오크 SC로 이적하였다.
2007년, 아크라 하츠 오브 오크 SC를 떠나, 노르웨이 프리미어리그의 IK 스타르트(IK Start)로 이적하였다. 이적한 후 곧바로 주전 자리를 차지했으나, 2007 시즌 초기에 부상을 당해 부진했고, 이 때문에 2008년 8월까지 스타벡 IF에 임대되었다. 이곳에서의 활약을 주목 받아 2008년 8월 31일 로센보르그 BK로 이적했으며, 그 해 9월 프레드릭스타드 FK와의 경기에서 로센보르그에서의 첫 경기를 치렀다.

### 국가대표팀
가나 축구 국가대표팀에는 2007년 3월 20일, 부상을 당한 마이클 에시엔을 대신해 처음으로 소집되었다. 그 해 3월 27일 브라질에게 0-1로 패한 경기에서 대표팀에 데뷔했으며, 2009년 11월 말리와 2-2로 비긴 경기에서 대표팀 데뷔골을 터뜨렸다. 2008년 아프리카 네이션스컵, 2010년 아프리카 네이션스컵, 2010년 FIFA 월드컵, 2012년 아프리카 네이션스컵에서 가나 대표로 활약하였다.